# Дерево октантів

Зліва: рекурсивний поділ куба на октанти. Справа: відповідне дерево октантів.

Вісімкове дерево, дерево окта́нтів (англ. Octree, від лат. octo (вісім) + англ. tree (дерево)) — дерево, у якому кожна вершина має вісім дітей. Вісімкові дерева найчастіше використовуються, щоб поділити тривимірний простір рекурсивним розбиттям на октанти. 

## Застосування
- Просторова індексація
- Ефективне виявлення зіткнень в тривимірному просторі
- Визначення невидимих поверхонь
- Метод скінченних елементів
- Квантування кольорів